# إلفيس سكوريا
إلفيس سكوريا (بالكرواتية: Elvis Scoria)‏ هو مدرب كرة قدم ولاعب كرة قدم كرواتي في مركز الهجوم، ولد في 5 يوليو 1971 في مدينة بولا في كرواتيا. لعب مع دينامو زغرب ونادي رييكا ونادي زغرب ونادي لاردة.

## وصلات خارجية
- إلفيس سكوريا على موقع قاعدة بيانات كرة القدم.إي يو (الإنجليزية)
- إلفيس سكوريا على موقع Soccerway.com (الإنجليزية)
- إلفيس سكوريا على موقع عالم كرة القدم.نت (الإنجليزية)